# Indice di adiposità corporea
L'Indice di Adiposità Corporea, o BAI, dall'inglese Body Adiposity Index, è un metodo per misurare il grasso corporeo umano. A differenza dell'indice di massa corporea (BMI) di solito utilizzato come metodo di misurazione dello stato di sovrappeso, il BAI è calcolato senza valutare il peso corporeo. Si afferma da parte dei suoi creatori che, sulla base di studi di popolazione, il BAI è numericamente pari a circa la percentuale di grasso corporeo per gli uomini adulti e donne di etnie diverse.
Il calcolo del BAI è:
{\displaystyle BAI=100\cdot {\frac {Circ.Fianchi(m)}{Altezza(m)^{1,5}}}-18}
La circonferenza dei fianchi (R = 0,602) e l'altezza (R = -0,524) sono fortemente correlati con la percentuale di grasso corporeo. Confrontando il BAI con i risultati dello standard di riferimento della mineralometria ossea computerizzata (DXA), le percentuali di adiposità derivate da quest'ultimo parametro e il BAI di un campione della popolazione era R = 0,85, con una concordanza di C_b = 0,95.
Tra i vantaggi accertati del BAI possono esserci il fatto che approssima la percentuale di grasso corporeo, mentre l'ampiamente utilizzato BMI è noto per la sua precisione limitata, e trova una distinzione tra maschi e femmine con una percentuale simile di adiposità corporea, e il fatto che non include il peso e può quindi essere utilizzato anche senza bilancia. La maggiore accuratezza del BAI è stata messa in discussione da altri ricercatori, i quali hanno concluso che le stime della percentuale di grasso corporeo sulla base di BAI non erano più accurate di quelle basate sul BMI, circonferenza vita, o circonferenza fianchi.